# Ji'an
Ji'an (in lingua cinese 吉安, pinyin Jí'ān) è una città situata nella Contea di Hualien, a Taiwan. La città ha circa 79.000 abitanti e 18 villaggi.
Ji'an è la seconda città per abitanti della Contea di Hualien, dopo la città di Hualien. Per quanto riguarda la sua geografia, la città ha un lato montano ed un lato marino, e comprende inoltre un'ampia pianura alluvionale. La popolazione è composta per lo più dalle etnie Min nan, Hakka, cinesi Han ed aborigeni taiwanesi. L'economia si basa soprattutto sull'agricoltura, il commercio e l'industria, aree strettamente connesse all'adiacente città di Hualien.

## Storia
I primi abitanti di Ji'An furono gli indigeni Ami, che la chiamarono Chikasoan (知卡宣), parola che indica "una terra di floride foreste". Successivamente i cinesi Han giunti nell'area durante la dinastia Qing la rinominarono Cikasuan (七腳川), ma il nome fu ulteriormente cambiato durante la dominazione giapponese di Taiwan, poiché il governatore generale dell'isola incoraggiò i giapponesi a trasferirsi nelle regioni di Hualien e Taitung e di stabilirsi nel villaggio di Ji'an, che fu chiamato Yoshino. Solo nel 1937 vi fu una riforma e il villaggio fu amministrato dalla prefettura di Hualien, fin quando non ottenne il nome definitivo di Ji'an nel 1948.

## Geografia fisica

### Clima
- Clima tropicale umido e subtropicale monsonico
- Temperatura media in estate: 27.3 °C (81 °F)
- Temperatura media in inverno: 17.3 °C (63 °F)

## Infrastrutture e trasporti
- Autostrada Provinciale No. 9
- Autostrada Provinciale No. 11A
- Stazione ferroviaria di Ji-An (Linea Hwa-tung)

## Attrazioni turistiche
- Giardino dei Tulipani, su tour-hualien.hl.gov.tw. URL consultato il 20 gennaio 2010 (archiviato dall'url originale il 24 luglio 2011).
- Parco Nazionale della Foresta Tropicale Nan Pu, su tour-hualien.hl.gov.tw. URL consultato il 20 gennaio 2010 (archiviato dall'url originale il 24 luglio 2011).
- Tracciato nella Foresta di Aceri
- Tracciato ciclistico Chi Jiue Chuan
- Villaggio Culturale della Tribù di A-mei